# Goszczyna
Goszczyna (deutsch Gusten) ist ein Dorf in Niederschlesien. Der Ort liegt in der Landgemeinde Domaniów im Powiat Oławski in der polnischen Woiwodschaft Niederschlesien.

## Geographie

### Geographische Lage
Das Angerdorf Goszczyna liegt sechs Kilometer südöstlich vom Gemeindesitz Domaniów (Thomaskirch), ca. 13 südwestlich von der Kreisstadt Oława (Ohlau) und rund 36 Kilometer südlich der Woiwodschaftshauptstadt Breslau. Der Ort liegt in der Nizina Śląska (Schlesische Tiefebene) innerhalb der Równina Wrocławska (Breslauer Ebene). 
Nordöstlich des Dorfes verläuft die Autostrada A4.

### Nachbarorte
Nachbarorte von Goszczyna sind im Nordwesten Skrzypnik (Runzen), im Südosten Kurów (Klein Kauern), im Süden Jędrzychowice (Höckricht) und im Westen Wyszkowice (Weisdorf).

## Geschichte
Der Ort wurde 1245 erstmals als Gostny erwähnt. Weitere Erwähnungen erfolgten 1372 als Kostenow sowie 1393 als Gostenaw.
Nach dem Ersten Schlesischen Krieg 1742 fiel Gusten zusammen mit dem größten Teil Schlesiens an Preußen. 1783 zählte der Ort 12 Bauernstellen.
Nach der Neugliederung Preußens gehörte die Landgemeinde Gusten ab 1815 zur Provinz Schlesien und war ab 1816 dem Landkreis Ohlau eingegliedert. 1874 wurde der Amtsbezirk Gusten gegründet, welcher die Landgemeinden Gusten, Runzen, Weißdorf und Wüstebriese umfasste. 1885 zählte der Ort 293 Einwohner.
1933 zählte Gusten 301, 1939 wiederum 284 Einwohner. Bis 1945 befand sich der Ort im Landkreis Ohlau.
Als Folge des Zweiten Weltkriegs fiel Gusten wie fast ganz Schlesien 1945 an Polen, wurde in Goszczyna umbenannt und der Woiwodschaft Breslau angegliedert. Die deutsche Bevölkerung wurde, soweit sie nicht vorher geflohen war, weitgehend vertrieben. Die neu angesiedelten Bewohner waren zum Teil Heimatvertriebene aus Ostpolen. 1999 kam der Ort zum Powiat Oławski in der Woiwodschaft Niederschlesien.

## Sehenswürdigkeiten
- Villa Hagedorn – Neobarocke Villa
- Steinerne Wegekapelle mit Marienstatue

## Vereine
- Freiwillige Feuerwehr OSP Goszczyna